# オード・ラッセル (初代アムトヒル男爵)
初代アムトヒル男爵オード・ウィリアム・レオポルド・ラッセル（英: Odo William Leopold Russell, 1st Baron Ampthill, GCB, GCMG, PC、1829年2月20日 - 1884年8月25日）は、イギリスの外交官、貴族、政治家。
ベッドフォード公爵ラッセル家の分流の生まれ。外交官となり、1871年から1884年にかけて駐ドイツ大使を務めた。1881年にアムトヒル男爵に叙された。

## 歴史
1829年2月20日にオーストリア帝国領フィレンツェに生まれる。父は第6代ベッドフォード公爵ジョン・ラッセルの次男で駐プロイセン公使を務めた陸軍少将ジョージ・ラッセル卿。母はその妻エリザベス・アン（旧姓ロードン。初代ヘイスティングズ侯爵フランシス・ロードン＝ヘイスティングズの弟の娘）。彼は夫妻の三男であり、長兄に第9代ベッドフォード公爵位を継承するフランシス・ラッセル、次兄にアーサー・ラッセルがいる。
ウェストミンスター・スクールで学ぶ。
1849年3月に第3代マームズベリー伯爵ジェイムズ・ハリスの任命でウィーンの大使館員(attaché)となる。ついで1852年にはパリの大使館員となった。1854年には初代ストラトフォード子爵ストラトフォード・カニングのもとでコンスタンティノープルの大使館員となる。1855年にはストラトフォード子爵に従ってクリミアに派遣された。1857年には駐米公使第10代ネイピア卿フランシス・ネイピアのもとでワシントンの公使館に勤務。その翌年にフィレンツェの公使館の書記官（Secretary of Legation）となるが、12年にわたってローマで生活し、バチカンで英国の非公式代表を務めていた。
普仏戦争中の1870年11月にグラッドストン首相の命を受けてプロイセン大本営に派遣され、ビスマルクと会見した。1871年10月にドイツ大使に就任。大使就任後もビスマルクと定期的に会談して彼の信任を維持した。ビスマルクの動向を本国に報告しつつ、ドイツとの連携や同盟を推進した。
1872年に枢密顧問官(PC)に列する。兄がベッドフォード公の爵位を継承した直後の1872年6月25日には勅許により公爵の息子の待遇を認められた。1878年のベルリン会議後には爵位を与えるとの打診を受けたが、この時には拝辞している。1881年3月になって連合王国貴族爵位アムトヒル男爵を受け、貴族院議員に列した。
1884年8月25日に大使在職のままドイツ・ポツダムで死去した。爵位は長男アーサー・ラッセルが継承した。
『タイムズ』紙は彼の訃報に接してその追悼記事の中でプロテスタントでありながらカトリックを理解する注目すべき能力を備えていたと評価した。

## 栄典

### 爵位
1881年3月11日に以下の爵位を新規に叙せられた。
- ベッドフォード州におけるアムトヒルの初代アムトヒル男爵 (1st Baron Ampthill, of Ampthill in the County of Bedford)
（勅許状による連合王国貴族爵位）

### 勲章
- 1874年2月21日、バス騎士団(勲章)ナイト・グランド・クロス (GCB)[2][3]
- 1879年5月24日、聖マイケル・聖ジョージ騎士団(勲章)ナイト・グランド・クロス (GCMG)[2][3]

## 家族
1894年に第4代クラレンドン伯爵ジョージ・ヴィリアーズの娘エミリー・ヴィリアーズと結婚し、彼女との間に以下の6子を儲ける。
- 第1子(長男)アーサー・オリヴァー・ヴィリアーズ・ラッセル（英語版） (1869-1935) - 第2代アムトヒル男爵位を継承。植民地インド行政官
- 第2子(次男)オード・ウィリアム・セオフィラス・ヴィリアーズ・ラッセル（英語版） (1870-1951)  - 外交官
- 第3子(長女)コンスタンス・イヴェリン・ヴィリアーズ・ラッセル (1872-1942)
- 第4子(三男)ヴィクター・アレグザンダー・フレデリック・ヴィリアーズ・ラッセル (1874-1965) - 陸軍軍人
- 第5子(四男)アレグザンダー・ヴィクター・フレデリック・ヴィリアーズ・ラッセル (1874-1965) - 陸軍軍人。陸軍少将
- 第6子(次女)オーガスタス・ルイス・マーガレット・ロモーラ・ヴィリアーズ・ラッセル (1879–1966)